# Paul Dooley
Paul Dooley (Parkersburg, Virginia Occidental, Estados Unidos; 22 de febrero de 1928) es un actor estadounidense.

## Inicios
Dooley nació con el nombre de Paul Brown. Sus padres se llamaban Ruth Irene Barringer (ama de casa) y Peter James Brown (trabajador en una fábrica).
En su juventud Dooley era un buen dibujante y trabajó haciendo tiras de historietas para el periódico local de Parkersburg.
Después de la guerra se unió a la Marina de Estados Unidos, pero al estudiar en la universidad descubrió su amor por la actuación.

## Carrera
Se mudó a Nueva York, donde pronto encontró el éxito actuando en teatro.
Durante cinco años trabajó haciendo monólogos de comedia stand-up.
Trabajó también como mago y como payaso.
En Nueva York fue miembro del grupo de teatro los Compass Players y más tarde de The Second City.
Nunca temió probar diferentes áreas de entretenimiento.
También trabajó como escritor y guionista.
Fue uno de los libretistas de la serie de televisión The Electric Company (1971), en la que utilizaron su nombre para el personaje «Paul el Gorila».
Apareció en centenares de anuncios publicitarios en televisión.
Además de trabajar en muchas películas, entre las que destacan Popeye, Sixteen Candles y Breaking Away, Dooley también ha representando una variedad de personajes recurrentes en numerosos programas de televisión, incluyendo My So-Called Life, Dream On, Grace Under Fire, Curb Your Enthusiasm, Alf (representando a Whizzer Deaver) y Star Trek: Deep Space Nine, donde interpretó el papel recurrente de Enabran Tain.
Fue artista invitado en varios programas de horario estelar, como Sabrina, la bruja adolescente, The Golden Girls, y Desperate Housewives (donde representó al padre de Teri Hatcher).
En 2000 fue nominado para un premio Emmy por su papel de juez excéntrico en The Practice.
También participó en el infame final original de la película Little Shop of Horrors, pero en el corte final fue reemplazado por Jim Belushi.
En 2010, en la serie televisiva familiar Huge, del canal ABC Family, que tuvo corta duración, Dooley realizó el papel de jefe de cocina en el Campamento Victoria (un ficticio campamento para obesos).

## Filmografía
- 1975: Fore Play
- 1977: Slap Shot
- 1978: Un día de boda
- 1979: Una pareja perfecta (dirigida por Robert Altman, como el protagonista Alex Theodópulos. El papel de su pareja (una muchacha muy joven) lo interpretaba Sandy Dennis, pero debido a la grave alergia que Dooley tenía a los gatos ―incluso tuvo que ser hospitalizado―, Dennis fue reemplazada por Marta Heflin.
- 1979: Breaking Away, como Ray, un obrero desesperado por la bohemia de su hijo.
- 1979: Rich Kids
- 1980: Popeye
- 1981: Paternidad, como Kurt, amigo del protagonista representado por Burt Lancaster.
- 1982: Endangered Species (película de ciencia ficción, con Robert Urich), como Joe Hiatt.
- 1982: Kiss me goodbye
- 1983: Strange Brew, como Claude, el tío de Pam (Lynne Griffin).
- 1984: Sixteen Candles, como Jim Baker.
- 1986: La pequeña tienda de los horrores, como Patrick Martin (aunque la película tuvo un final alternativo, en el que fue reemplazado por Jim Belushi; se le agradece en la sección de agradecimientos especiales).
- 1986: Monster in the Closet (comedia/terror), como Roy.
- 1987: O.C. and Stiggs
- 1988: Lip Service
- 1988: Last Rites
- 1989: When he's not a stranger (televisión).
- 1990: Flashback (con Dennis Hopper y Kiefer Sutherland), como Stark.
- 1991: White Hot: The Mysterious Murder of Thelma Todd
- 1992: The Player (de Robert Altman), como sí mismo, en un cameo (como otras 60 celebridades de Hollywood, que tampoco cobraron).
- 1992: Shakes the Clown (de Bobcat Goldthwait).
- 1993: State of Emergency
- 1993: Una mujer peligrosa, como un vendedor de Tupperware.
- 1993: My Boyfriend's Back (comedia/terror), como Big Chuck.
- 1994: Evolver
- 1994: The Underneath
- 1994-1996: Grace al rojo vivo (serie de TV), como John Shirley (en 22 episodios).
- 1995: Out there
- 1996: God's Lonely Man
- 1996: Millennium, como Joe Bangs (episodio «The well-worn lock»).
- 1997: Angels in the Endzone, como el entrenador Buck.
- 1997: Ídolos, mentiras y rock & roll , como el padre Norton.
- 1997: Waiting for Guffman
- 1998: Clockwatchers
- 1999: Salvajemente tiernos, como el juez.
- 1999: Dharma & Greg (serie de televisión), como el juez Harper (1 episodio).
- 1999: Guinevere, como Walter.
- 1999: Novia a la fuga, como Walter Carpenter.
- 2001: A Woman's a Helluva Thing
- 2002: Insomnia
- 2003: Crazy little thing, como el padre ―compositor y pianista― del protagonista.
- 2003: A Mighty Wind
- 2005: Come Away Home
- 2005: Madison
- 2006: Cars
- 2007: Hairspray, como el dueño del canal de televisión.
- 2009: Scrubs
- 2009: Sunshine Cleaning
- 2010: Better People (serie de televisión), como Edgar.
- 2010: Huge, como Joe Sosniak (10 episodios).
- 2011: Thanks, como Hank.
- 2011: Cars 2, como Sarge.
- 2011: Cars 2 (videojuego), como Sarge.
- 2016: Other People, como Ronnie.

## Apariciones en «Star Trek: Deep Space Nine»
- «The wire» (‘el cable’).
- «Improbable cause» (‘causa improbable’).
- «The die is cast» (‘el dado está lanzado’).
- «In purgatory's shadow» (‘en la sombra del purgatorio’).

## Vida personal
Está casado con la escritora Winnie Holzman, con quien tiene una hija, la productora de cine Savannah Dooley (nacida en 1985).